# Principe Umberto (nave passeggeri)
Il Principe Umberto è stato un piroscafo passeggeri italiano, trasformato in trasporto truppe durante la prima guerra mondiale. Il suo affondamento ad opera del sommergibile austroungarico SM U 5, nel 1916, fu la più grave catastrofe navale della prima guerra mondiale in termini di perdite umane.
Il Principe Umberto viene spesso confuso con due altre navi dal nome simile:
- Il piroscafo, trasformato in trasporto truppe, Re Umberto affondato il 4 dicembre 1915 da una mina posata dal sommergibile tedesco UC 14 in un'area di mare vicina a quella dove verrà affondato circa sei mesi dopo il Principe Umberto.
- Il piroscafo, trasformato in incrociatore ausiliario, Umberto I, silurato ed affondato il 14 maggio 1917 dal sommergibile tedesco UC 35.

## Storia
Costruito nel 1909 dai Cantieri Navali Riuniti di Palermo per la Navigazione Generale Italiana (la principale compagnia di navigazione italiana dell'epoca) faceva parte di una classe di tre unità, la cosiddetta "classe Regale", così detta per i nomi delle unità che la componevano: oltre al Principe Umberto, ne facevano parte il Re Vittorio e la Regina Elena.
Lungo 145 metri e largo 16, stazzava 7929 tsl e poteva trasportare circa 1330 passeggeri, alla velocità di 16 nodi.
Le tre navi di questa classe, destinate alle rotte per il Sud America, furono le prime in Italia ad avere alloggi all'altezza della concorrenza tedesca e britannica.
Durante la prima guerra mondiale fu requisito e adibito al trasporto di truppe.

## L'affondamento
L'8 giugno 1916 fu organizzato il rientro in Italia dall'Albania, via mare, del 55º Reggimento fanteria (col. Ernesto Piano), che constava di 2605 effettivi del Regio Esercito .
Per il trasporto delle truppe partì un convoglio formato, oltre che dal Principe Umberto, dal piroscafo Ravenna, mentre la scorta era fornita dall'esploratore Libia e dai cacciatorpediniere Insidioso, Espero, Impavido e Pontiere.
Sul Principe Umberto avevano preso posto, fra truppe ed equipaggio, 2821 uomini così ripartiti: 
- Truppa 2445
- Sottufficiali 75
- Ufficiali 58
- oltre a 216 persone fra equipaggio e stato maggiore (personale civile di bordo, membro della Marina mercantile)
- Ufficiali della Regia Marina 2
- Marinai della Regia Marina 25

La nave, come molte altre grandi unità mercantili requisite, aveva due comandanti: comandante militare era il tenente di vascello Nardulli, comandante civile era il capitano Giuseppe Sartorio.
Il convoglio salpò alle 19, e dopo poco la rotta del convoglio s'intrecciò con quella di un sommergibile austro-ungarico, l' U. 5. Da circa un chilometro di distanza, una quindicina di miglia a sudovest di Capo Linguetta, l' U-5 lanciò due siluri. Il Principe Umberto, colpito a poppa, s'inabissò nel giro di qualche minuto, trascinando con sé 1926 uomini di cui 632 veneti, che erano i più reclutati in marina, in particolare trevigiani. Solo 895 poterono essere tratti in salvo.
A distanza di più di un secolo, la nave è stata individuata dall'ingegnere Guido Gay. Giace a 930 metri di profondità, al largo di capo Linguetta, nelle acque albanesi del canale d’Otranto.
Tra i superstiti del tragico affondamento c’era Giuseppe Gallina, soldato nato nel 1889, nonno materno dell’ex calciatore Aldo Serena. A raccontare l’episodio è lo stesso Serena nella sua autobiografia “I miei colpi di testa” (Baldini e Castoldi, 2022, pagina 99).